# Tigerpark Dassow
Der Erlebnis- & Tigerpark Dassow ist ein saisonaler Zoo in Dassow im Nordwesten Mecklenburg-Vorpommerns. Der Park, der sich im Besitz der Familie Farell befindet, umfasst heute eine Fläche von 5 Hektar. Er hat eine der größten Tiger- und Löwenanlagen Europas mit insgesamt 19 Großkatzen, davon 14 Tigern und fünf Löwen. Das Hauptaugenmerk liegt auf den bedrohten großen Katzen, jedoch sind in dem Park verschiedene Tiere beheimatet.

## Idee und Geschichte

### Idee
Bereits während der Reisetätigkeit mit seinen Raubtieren in Europa war es der Traum von Dieter Farell mit den Tieren sesshaft zu werden. Er träumte von einer großzügigen, zooähnlichen Anlage für seine Tiere und die Möglichkeit sie auch weiterhin dem Publikum im Training zu zeigen, in dem die Schönheit und Eleganz der Großkatzen in der Bewegung voll zur Geltung kommt. Eine besondere Vorrangstellung soll hierbei die Zucht zur Arterhaltung der bedrohten Großkatzen einnehmen, da der natürliche Lebensraum der Tiger immer kleiner wird.

### Anfang

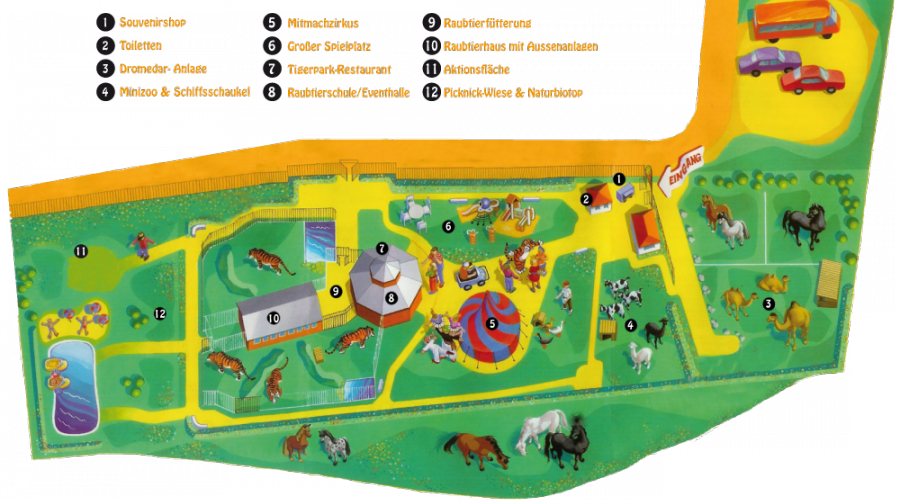
Parkplan des Tigerparks

Die Schwierigkeit zur Verwirklichung lag darin, ein geeignetes Grundstück zu finden. Seit 1992 begann die Suche nach einem geeigneten Objekt. Viele Grundstücke waren allein wegen ihrer Lage für das Publikum schwer erreichbar. Andere waren als landwirtschaftliche Ländereien ausgewiesen und konnten nicht für diese Zwecke genutzt werden.
Durch Zufall bot sich ein Areal an der Ostseeküste im Gewerbegebiet Holmer Berg in Dassow an, das unmittelbar vor der B 105 nach Wismar gelegen und 25 Kilometer von Lübeck entfernt ist. Das Vorhaben wurde von den zuständigen Ämtern angenommen, besonders die Bürgermeisterin von Dassow, Kerstin Weiß, setzte sich für den Park ein. Auch die Touristenbüros der nahen Ostseebäder waren daran interessiert.

### Bau und Eröffnung
Am 29. September 2000 wurde ein etwa drei Hektar großes Grundstück in Randlage erworben. Die schwierigen Bodenverhältnisse mit Grund- und Oberflächenwasser erschwerten die Planung. Im November 2001 kam die Baugenehmigung. Besonders die beiden Wassergräben, die dem Publikum eine freie Sicht auf die Tiger bieten, waren eine Herausforderung bei den zuständigen Ämtern. Ein Zirkuszelt für den Mitmachcircus, in dem Kinder ihre Begabung für Akrobatik, Jonglieren oder den Umgang mit harmlosen Tieren unter Beweis stellen können, wurde erworben.
Am 29. Mai 2003 fand die Eröffnung des Parks Dassow statt.

## Attraktionen
Seit dem ersten Jahr finden in der Raubtierschule und im Mitmachcircus täglich mehrere Shows statt. Für die Familie Farell ist es wichtig allen Tieren im Park Beschäftigung zu bieten und die Tiere so körperlich und geistig anzuregen.

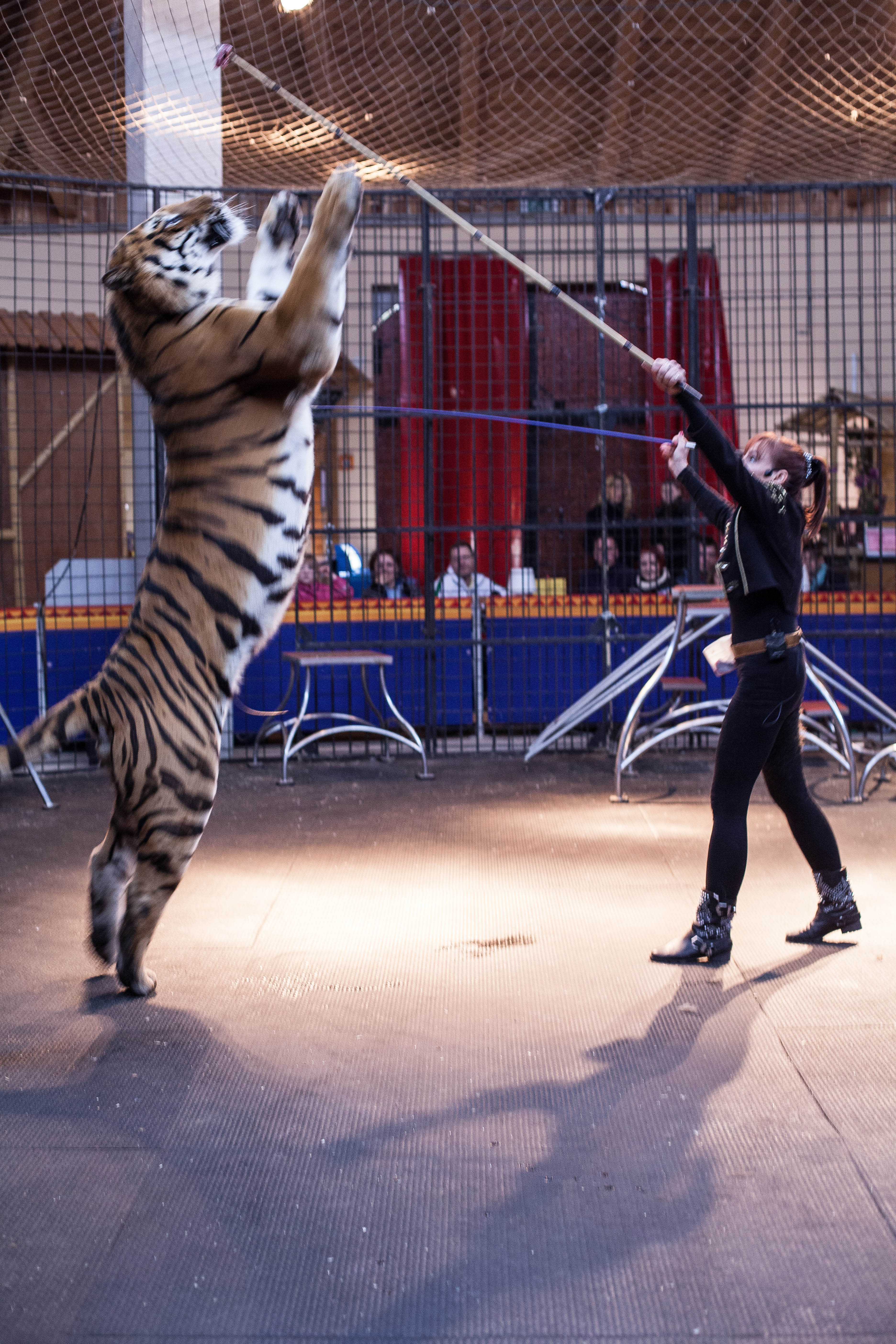
Monica Farell bei der täglichen Raubtierschule

### Raubtierschule
Der Tigerpark Dassow bietet eine Raubtiershow an, bei der Besucher die Tiere bei verschiedenen Dressurübungen beobachten können.

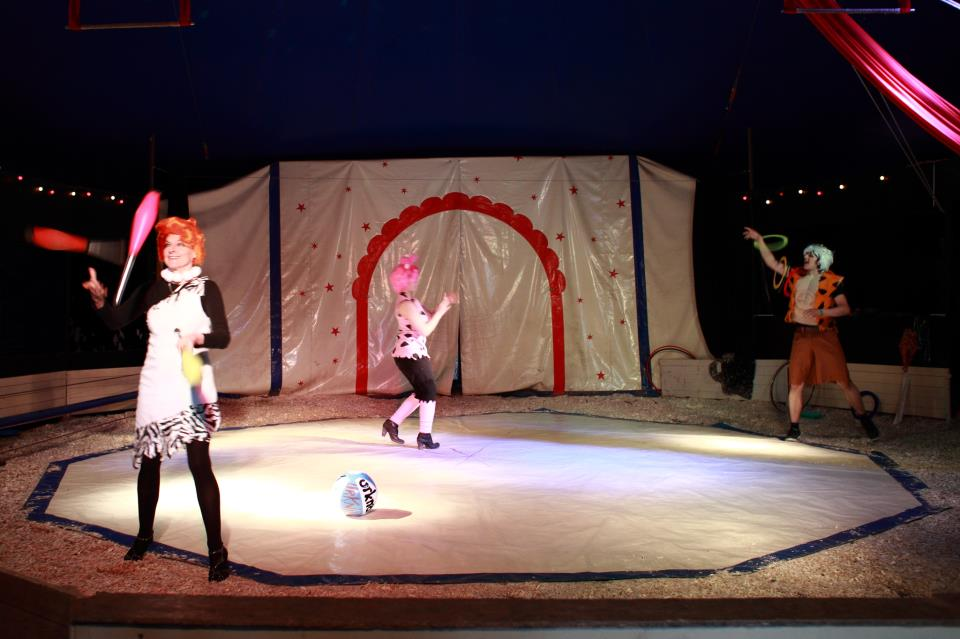
Vorstellung im Mitmachcircus

### Mitmachcircus
Im Mitmachcircus stehen die Kinder als Artisten in der Manege und können unter Anleitung circensische Disziplinen wie Akrobatik, Jonglage, Seiltanz, Trapez und Zauberkunststücke ausprobieren. Es wird eine Show zusammen einstudiert, die dann im Anschluss vor Publikum vorgeführt wird. Die Erreichung von circensischen Höchstleistungen ist nicht das Ziel und daher ist die Maßnahme für alle Kinder und Jugendliche einsetzbar. Der Mitmachcircus wird von Schulen, Kindergärten und Behinderteneinrichtungen besucht.

### Tiger hautnah erleben
Der Unvergessliche Tag mit Tigern ist eine buchbare Attraktion, bei der die Arbeit mit Raubtieren erläutert wird. Der Besucher begleitet einen Tag Tierpfleger und Tierlehrer bei der Arbeit. Er erhält einen Einblick in die Tierpflege, die Raubtierfütterung und die Funktion des Tigertrainings. Außerdem erhält er die Möglichkeit den Großkatzen besonders nah zu kommen.

### Weitere Attraktionen
Der Park bietet einen Kinderspielplatz, die Raubtierfütterung, eine Mini-Golf-Billardanlage, Ponyreiten, eine Kinderhüpfburg und Gastronomie.

## Tiere

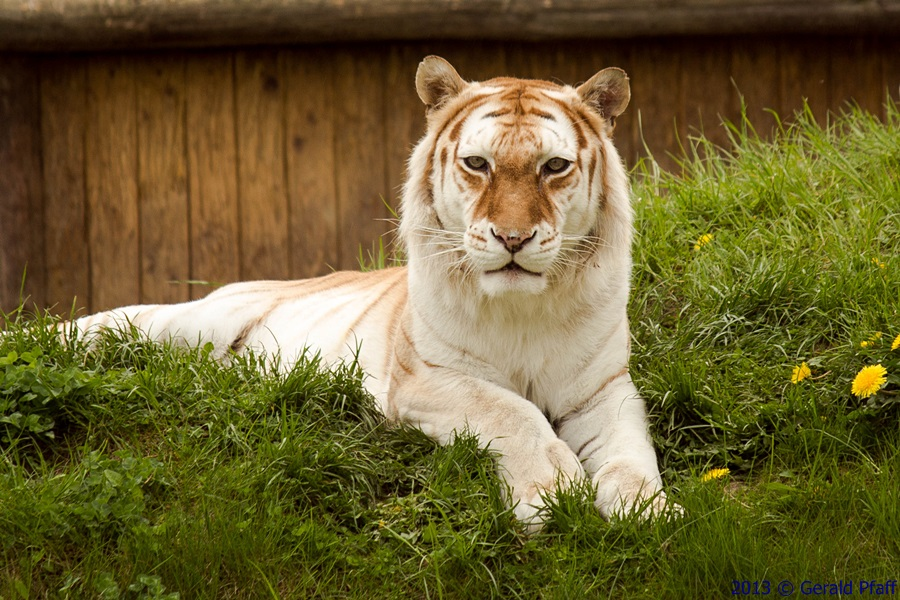
Ein Golden-Tabby-Weibchen im Tigerpark

### Tiger

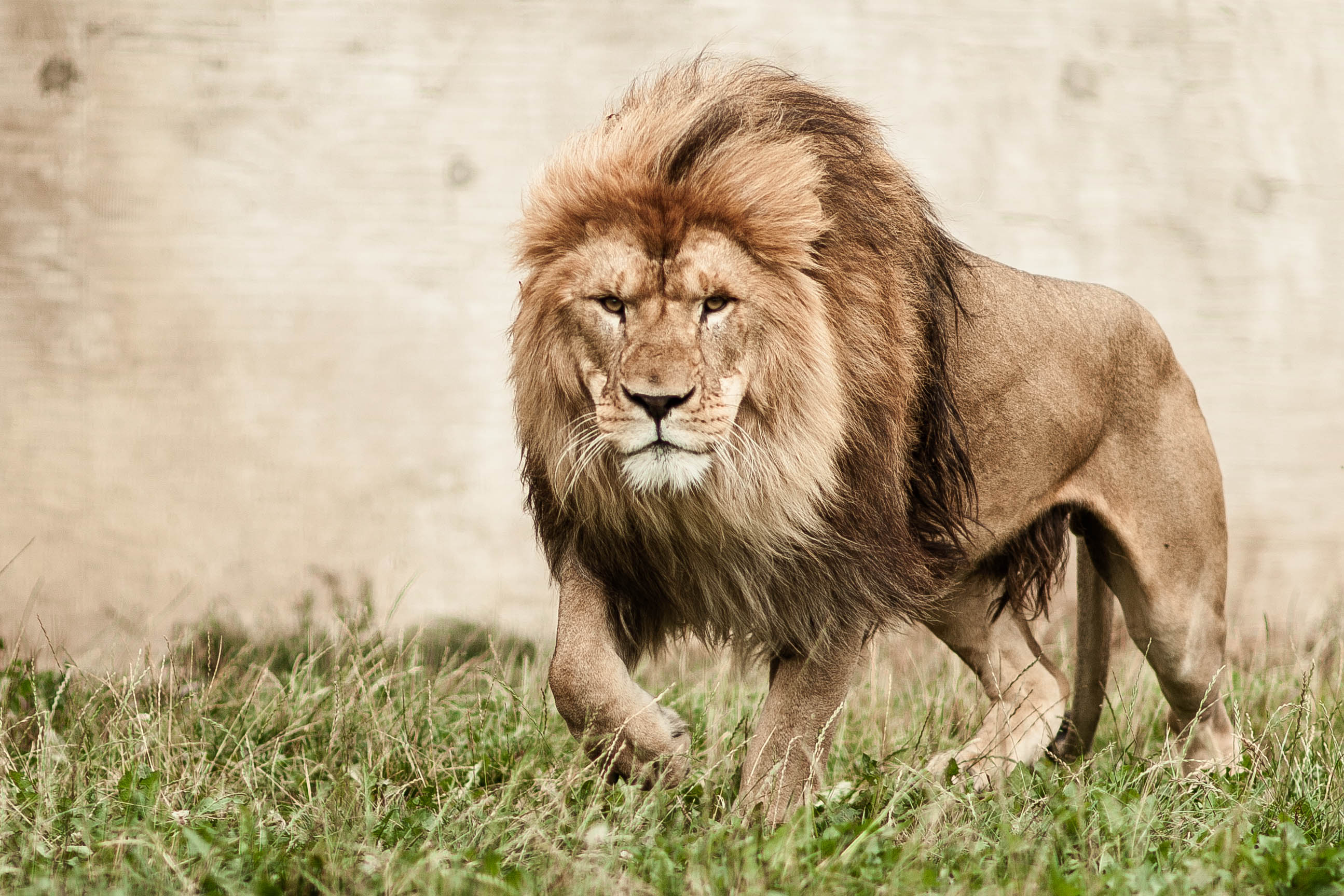
Ein ausgewachsener Löwe im Tigerpark

| Tigerart                                             | Anzahl der Tiere |
| ---------------------------------------------------- | ---------------- |
| Königstiger                                          | 5                |
| Amurtiger                                            | 5                |
| Indochinesischer Tiger                               | 1                |
| Golden Tabby (besondere Fellfärbung der Königstiger) | 2                |

### Löwen
Insgesamt befinden sich 5 Löwen im Erlebnis- & Tigerpark, wovon im Moment 3 im täglichen Training zu sehen sind. Auch die weiße Löwin Ava, die seit 2010 im Park zu sehen ist, nimmt am Raubtiertraining teil.

### Weitere Zootiere
Im Park leben außer den großen Katzen auch Dromedare, Alpakas, Lamas, Ponys, Esel und Ziegen.

## Weitere Informationen
Der Park hat jedes Jahr von Ostern bis Oktober geöffnet. Seit 2008 findet im Tigerpark Dassow jährlich das Mittsommerfest statt. Die jährliche Abendveranstaltung bietet ein Showprogramm mit Raub- und Tierdressuren, Comedy, Magie und Akrobatik.